# Coit Albertson
Coit Albertson (Reading, 14 ottobre 1880 – 13 dicembre 1953) è stato un attore statunitense.
Iniziò la propria carriera di attore a Broadway con vari ruoli in numerose produzioni, tra cui Stubborn Cinderella. Divenuto famoso per i personaggi interpretati nelle produzioni cinematografiche degli anni venti, fu uno di quegli sfortunati attori che debuttarono nel mondo del cinema muto senza mai vivere la transizione verso il cinema parlato. 
Le sue ceneri sono tumulate nel cimitero di Inglewood Park a Inglewood, California.

## Filmografia
- For Freedom, regia di Frank Lloyd (1918)
- The Carter Case, regia di William F. Haddock e Donald MacKenzie (1919)
- Who's Your Brother?, regia di John G. Adolfi (1919)
- Wits vs. Wits, regia di Harry Grossman (1920)
- The $1,000,000 Reward, regia di Harry Grossman e George Lessey (1920)
- Why Girls Leave Home, regia di William Nigh (1921)
- The Silver Lining, regia di Roland West (1921)
- Face to Face, regia di Harry Grossman (1922)
- Sunshine Harbor, regia di Edward L. Hemmer (1922)
- Serum of Evil, regia di George Lessey (1922)
- The Empty Cradle, regia di Burton L. King (1923)
- The Woman in Chains, regia di William P. Burt (1923)
- Those Who Judge, regia di Burton L. King (1924)
- Lend Me Your Husband, regia di Christy Cabanne (1924)
- The Sixth Commandment, regia di Christy Cabanne (1924)
- The Average Woman, regia di Christy Cabanne (1924)
- Restless Wives, regia di Gregory La Cava (1924)
- The Substitute Wife, regia di Wilfred Noy (1925)
- Ermine and Rhinestones, regia di Burton L. King (1925)
- A Little Girl in a Big City, regia di Burton L. King (1925)
- The Mad Dancer, regia di Burton L. King (1925)
- Scandal Street, regia di Whitman Bennett (1925)
- The Jazz Girl, regia di Howard M. Mitchell (1926)
- Casey of the Coast Guard, regia di William Nigh (1926)
- The Return of Boston Blackie, regia di Harry O. Hoyt (1927)
- Il conquistatore dell'India (Clive of India), regia di Richard Boleslawski (1935)
- Sulle ali della canzone (Love Me Forever), regia di Victor Schertzinger (1935)
- Sotto due bandiere (Under Two Flags), regia di Frank Lloyd (1936)